# Xả súng Utrecht 2019
Vào ngày 18 tháng 3 năm 2019, ba người đã thiệt mạng và năm người khác bị thương sau vụ nổ súng trên xe điện ở Utrecht, Hà Lan. Cảnh sát địa phương mô tả vụ việc là "dường như" một vụ tấn công khủng bố. Lực lượng thực thi pháp luật đã bắt giữ một nghi phạm, một người đàn ông 37 tuổi đến từ Thổ Nhĩ Kỳ, sau một cuộc săn lùng vào ngày xảy ra vụ tấn công.

## Vụ tấn công
Vào khoảng 10:45 CET, một vụ nổ súng đã diễn ra trên một chiếc xe điện nhanh gần ngã ba 24 Oktoberplein ở Utrecht. Thủ phạm đã chạy trốn trong một chiếc ô tô, khiến cảnh sát phải rượt đuổi trong suốt cả ngày. Cảnh sát đã bắt giữ một người đàn ông Thổ Nhĩ Kỳ 37 tuổi. Ngoài ra, hai vụ bắt giữ tiếp theo được thực hiện liên quan đến vụ nổ súng. Cảnh sát đã tịch thu một chiếc xe ô tô Renault Clio màu đỏ liên quan đến vụ tấn công.
Ban đầu, có thông tin rằng một trong những phụ nữ bị bắn trong vụ nổ súng có thể là mục tiêu vì "lý do gia đình" và những hành khách khác đến trợ giúp cô sau đó cũng bị nhắm đến. Tuy nhiên, cơ quan thực thi pháp luật sau đó tuyên bố không có bằng chứng về bất kỳ mối liên hệ nào giữa kẻ giết người và nạn nhân. Thay vào đó, một ghi chú được tìm thấy trong chiếc xe chạy trốn ám chỉ khủng bố là động lực.

## Nạn nhân
Ba người được xác nhận đã chết và bảy người khác bị thương: ba người bị thương nặng và bốn người bị thương nhẹ. Những người bị thương đã được đưa đến Trung tâm Y tế Đại học Utrecht. Ba người thiệt mạng được xác định là hai người đàn ông từ Utrecht ở tuổi 49 và 28 và một phụ nữ 19 tuổi ở thành phố Vianen. gần đó.

## Nghi phạm
Một người đàn ông 37 tuổi đến từ Thổ Nhĩ Kỳ đã bị bắt giữ sau một cuộc săn lùng vào ngày xảy ra vụ tấn công. Một nghi phạm khác, một người đàn ông 40 tuổi, đã bị chính quyền bắt giữ vào ngày 19 tháng 3 năm 2019.

## Hậu quả
Dịch vụ xe điện trong thành phố đã bị hủy theo cơ quan vận tải. Sự hiện diện của cảnh sát đã được tăng lên tại các ga đường sắt NS, bao gồm Amsterdam, Rotterdam, The Hague và Utrecht và tại các sân bay của đất nước. Các nhà thờ Hồi giáo trong thành phố đã được sơ tán, và những nơi khác trong nước được tăng cường an ninh, có khả năng là do vụ xả súng nhà thờ Hồi giáo ở New Zealand gần đây. Ngoài ra, các cuộc tranh luận bầu cử và vận động chính trị cho cuộc bầu cử cấp tỉnh vào ngày 20 tháng 3 năm 2019 đã bị đình chỉ bởi tất cả các chính trị gia có hiệu quả trong ít nhất là phần còn lại của ngày 18 tháng 3.
Sau cuộc tấn công, mức độ đe dọa ở Utrecht đã được nâng lên cấp 5: đây là mức độ đe dọa cao nhất và chưa từng được sử dụng trước cuộc tấn công này. Sau khi nghi phạm bị bắt, mức độ đe dọa đối với tỉnh Utrecht đã giảm xuống mức 4.
Một ngày sau vụ nổ súng, tất cả các lá cờ quốc gia trên các tòa nhà chính phủ trên khắp Hà Lan và tại các vị trí ngoại giao ở nước ngoài đã được treo ở cột cờ theo yêu cầu của Thủ tướng Mark Rutte. Các dinh thự hoàng gia Hà Lan đã treo một biểu ngữ màu đen, tượng trưng cho tang tóc, bên cạnh cờ hoàng gia thông thường.

## Hình ảnh
Các chiến dịch bầu cử của hầu hết tất cả các đảng chính trị quốc gia cho cuộc bầu cử Hội đồng tỉnh ngày 20 tháng 3 đã tạm thời bị đình chỉ. Chỉ có Diễn đàn Dân chủ tiếp tục chiến dịch của mình. Cuộc tranh luận EenVandaag Erasmus tại Rotterdam, được tổ chức vào ngày nổ súng và được phát trực tiếp trên truyền hình quốc gia, đã bị hủy vì sự cố nổ súng. Sáu đảng quốc gia đã đồng ý tham gia vào cuộc tranh luận này.
Từ nước ngoài, Angela Merkel là nhà lãnh đạo chính phủ đầu tiên thể hiện tình đoàn kết với "người dân ở Utrecht". Emmanuel Macron, Mike Pompeo và Recep Erdogan cũng phản hồi công khai về vụ việc. Sau đó (sự đồng cảm là "bất kể danh tính của hung thủ... và động cơ của anh ta") đã tuyên bố thay mặt Thổ Nhĩ Kỳ điều tra về động cơ của hung thủ, do nguồn gốc nghi phạm chính của Thổ Nhĩ Kỳ.
Một ngày sau vụ tấn công, theo yêu cầu của Thủ tướng Mark Rutte, quốc kỳ được treo nửa cột cờ trên các tòa nhà của chính phủ Hà Lan. Tiêu chuẩn hoàng gia, được nâng lên hàng ngày trên các cung điện của Hoàng gia khi Quốc vương ở trong nước, đã được trao một đồng xu đen như một dấu hiệu của tang tóc ngày hôm đó.

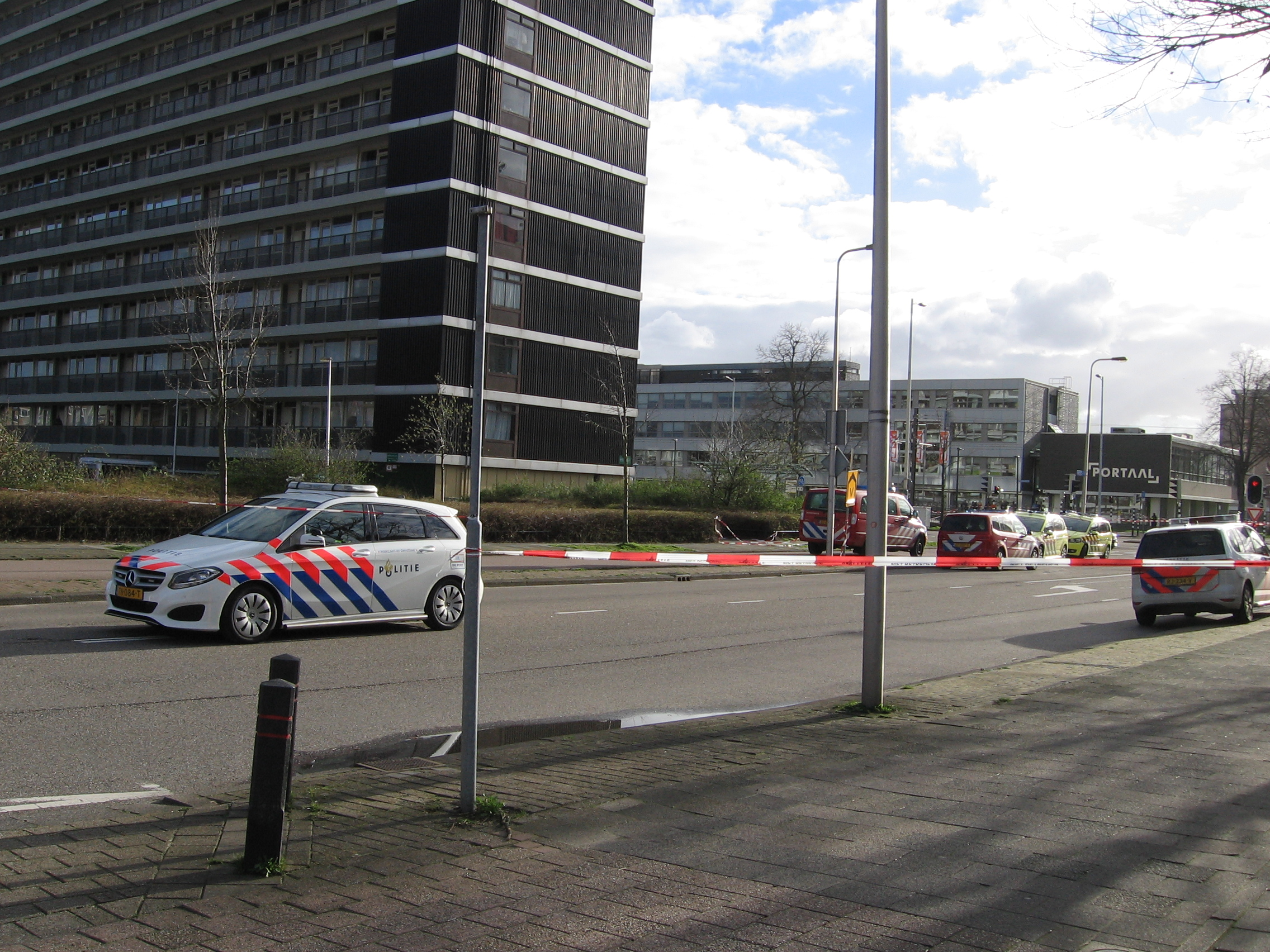
Xe cảnh sát tại khu vực lắng đọng của 24 Okgradplein, Utrecht, do vụ tấn công xe điện vào ngày 18 tháng 3 năm 2019. admiraal Helfrichlaan.
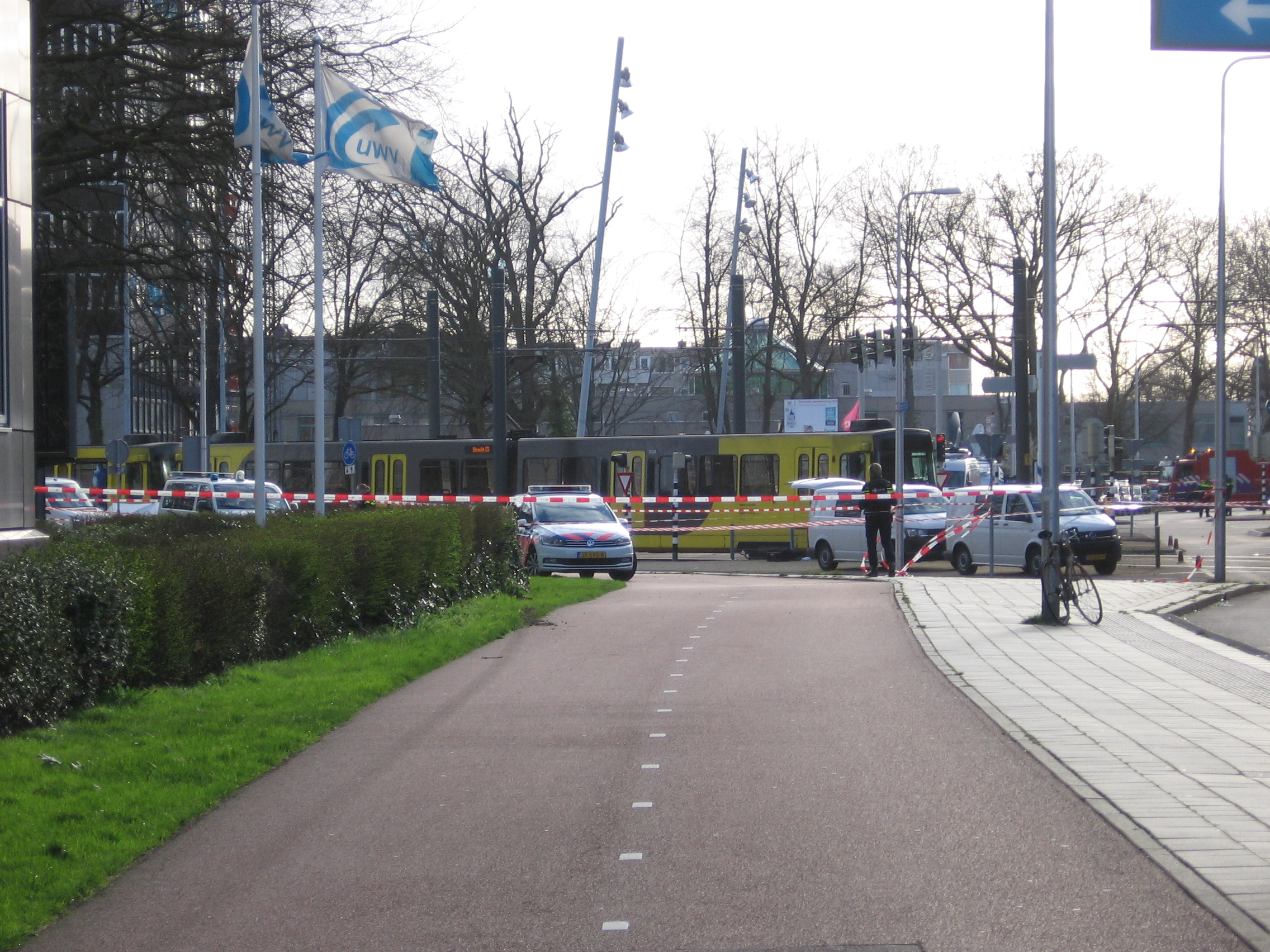
Sự lắng đọng của 24 Okgradplein, Utrecht vào ngày 18 tháng 3 năm 2019 sau vụ tấn công xe điện ngày hôm đó
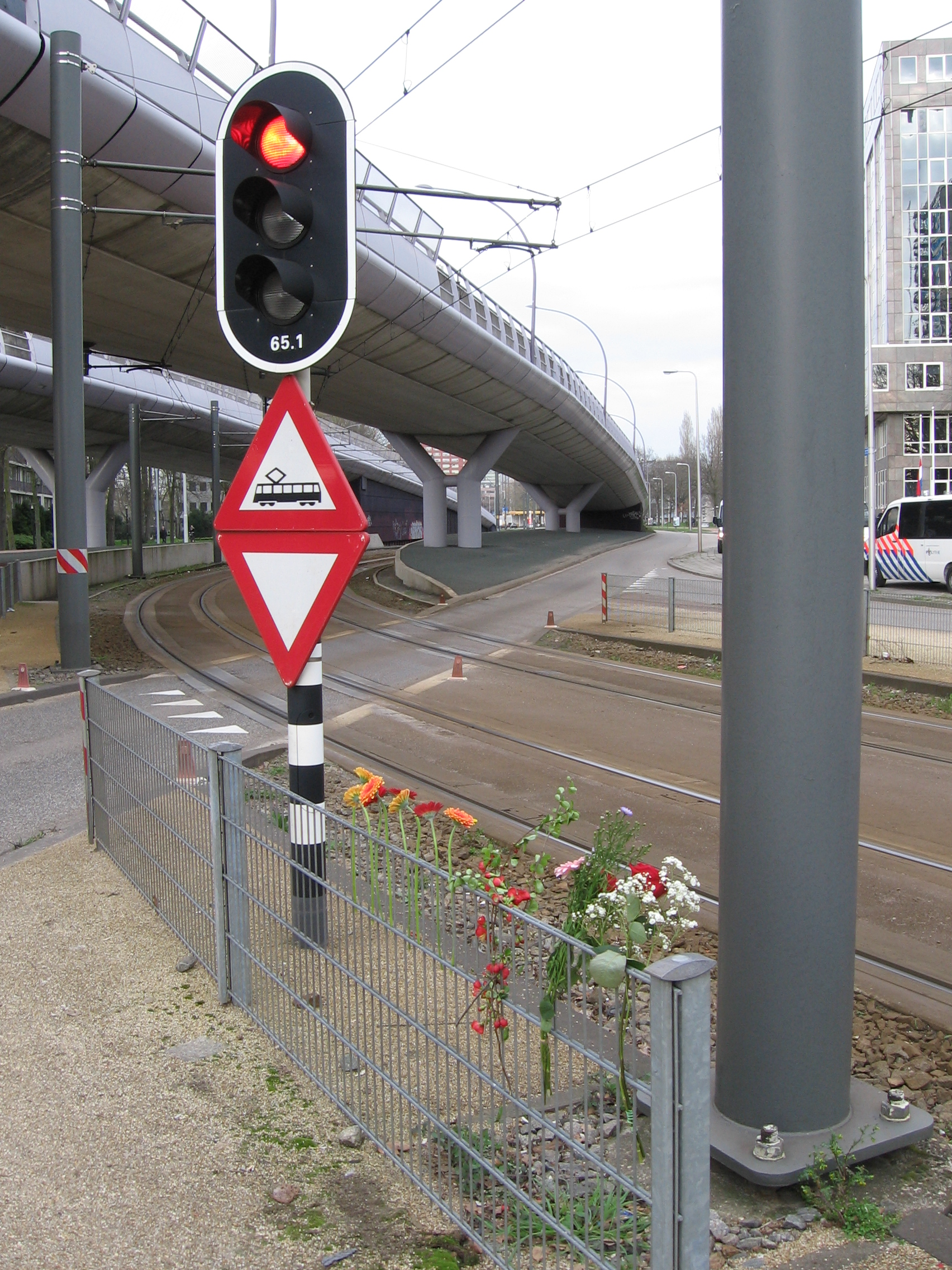
Hoa vào ngày 24 tháng 10 để kỷ niệm trạm xe điện
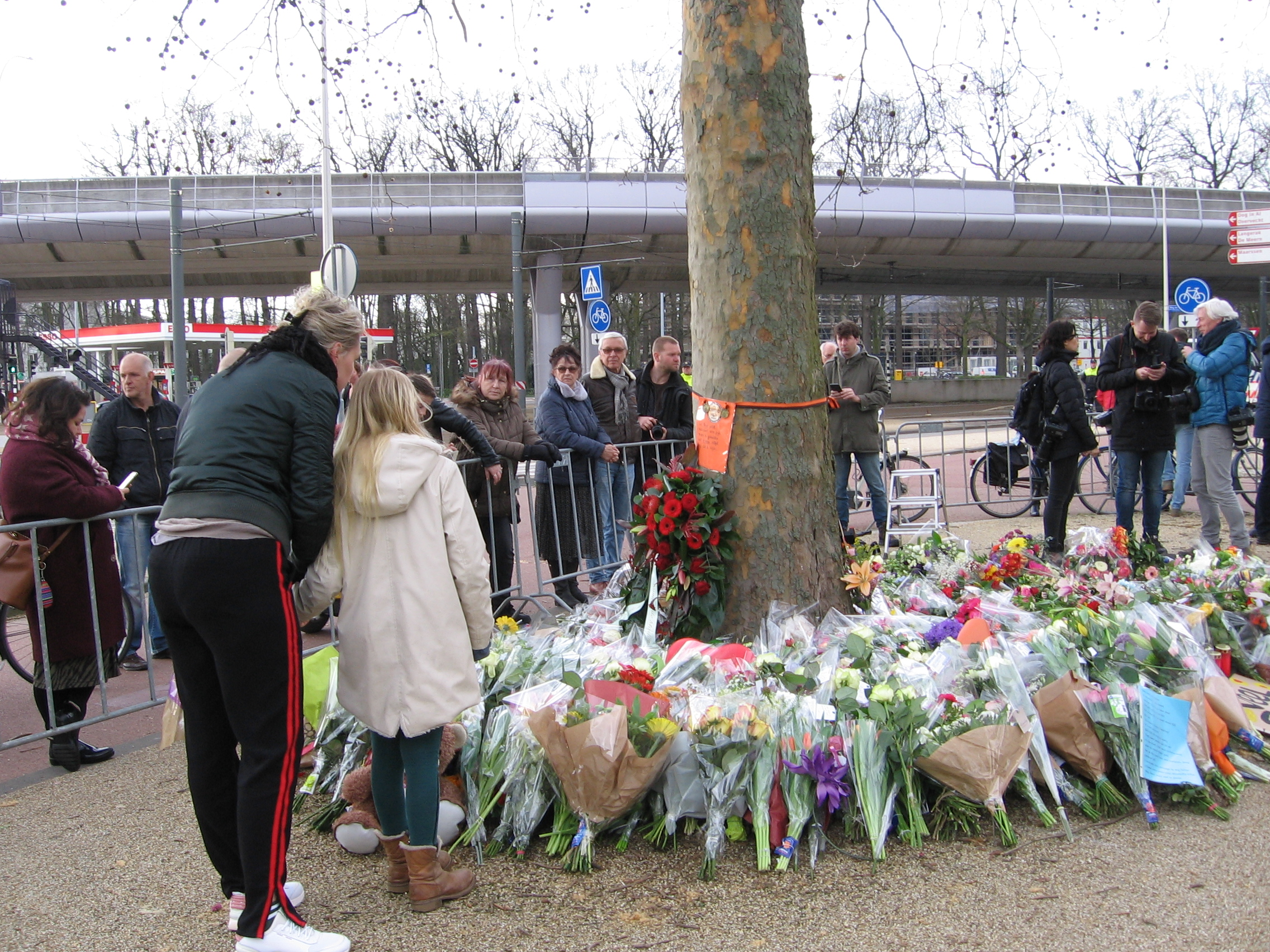
Hoa cho các nạn nhân của vụ tấn công xe điện vào ngày 18 tháng 3 năm 2018 vào ngày 24 tháng 10, Utrecht
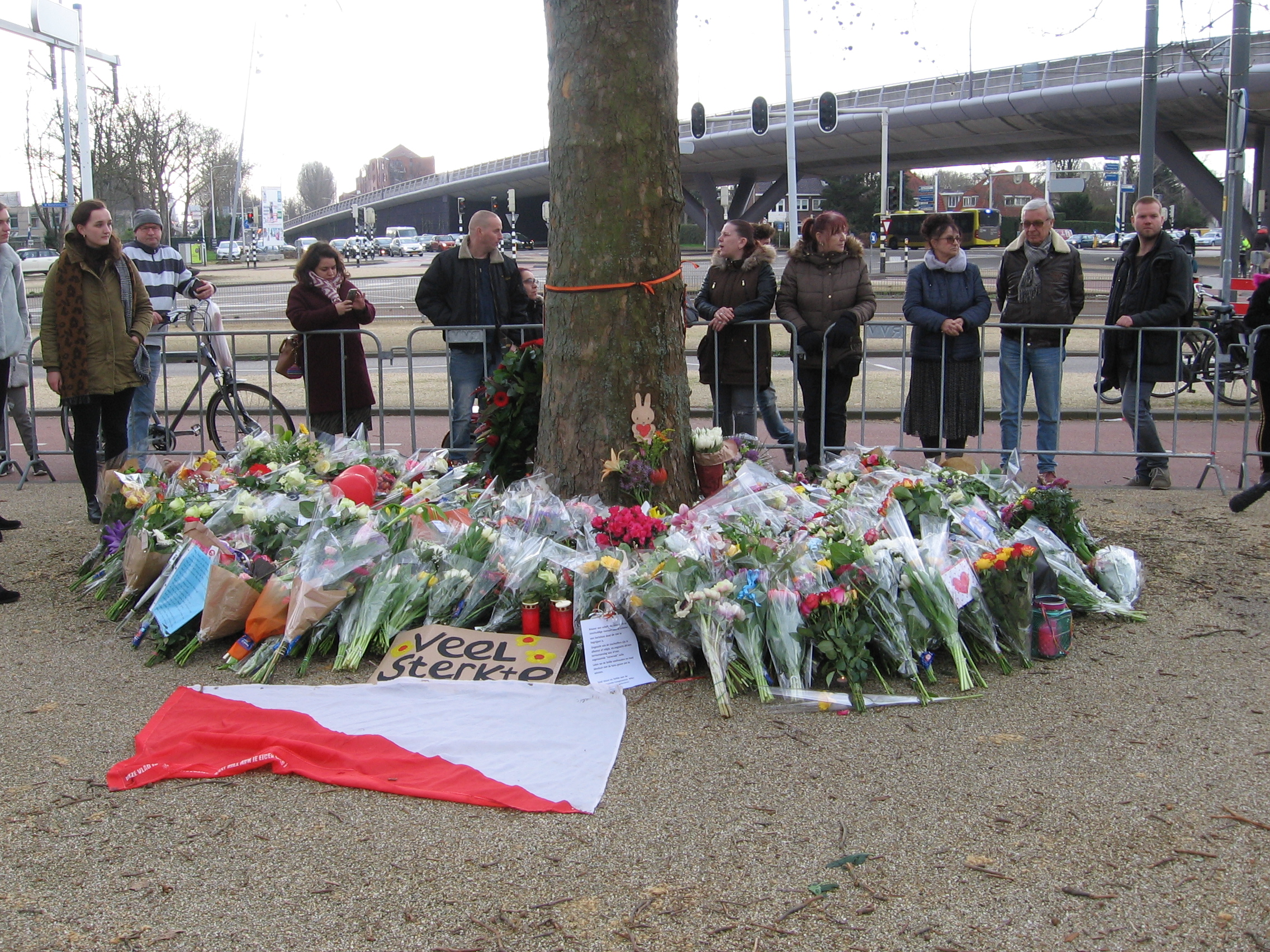
Hoa cho các nạn nhân của vụ tấn công xe điện, với cờ Utrecht
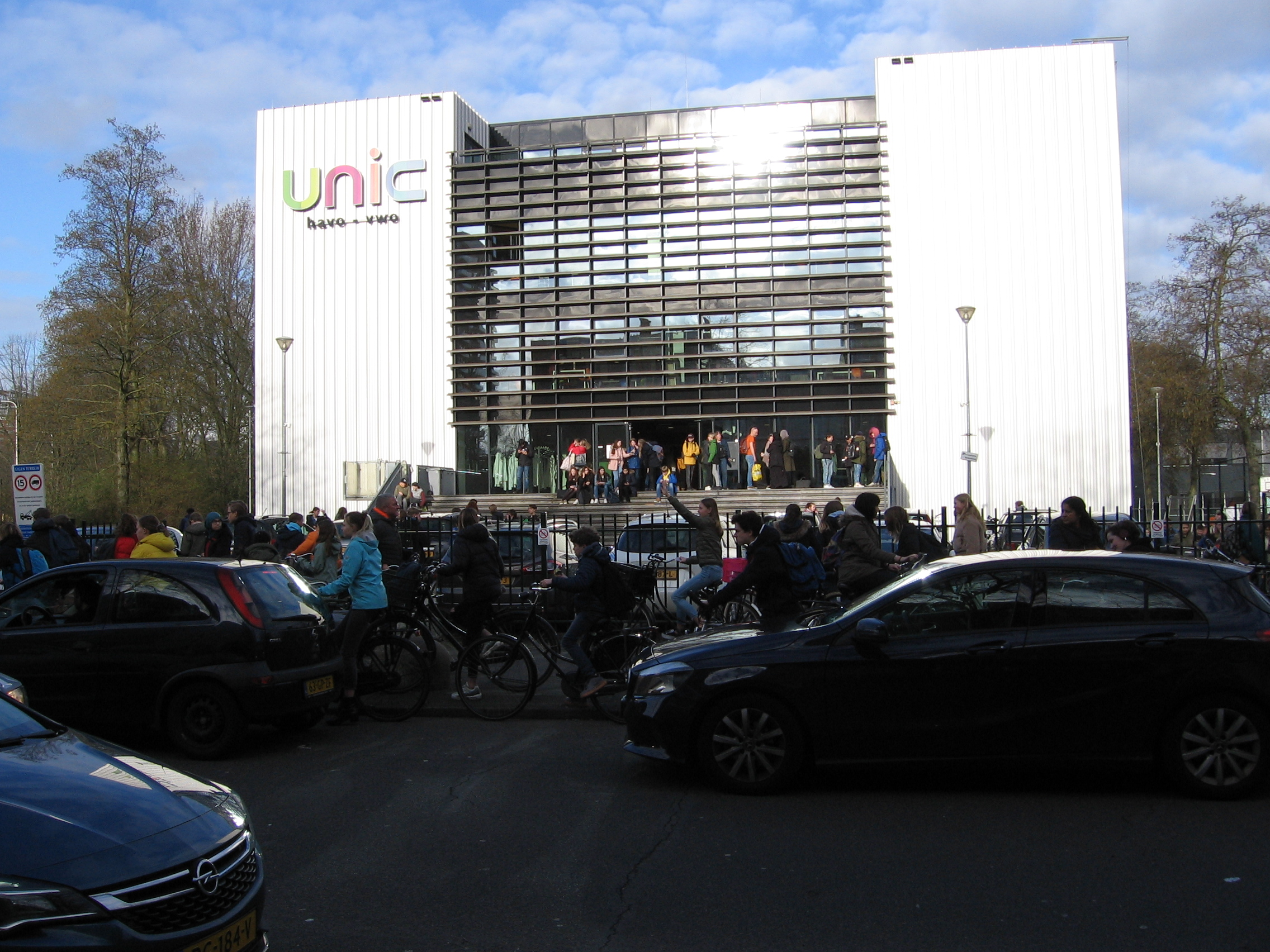
Học sinh từ trường UniC có thể về nhà sau khi thành phố được tuyên bố an toàn sau vụ tấn công xe điện ở quảng trường ngày 24 tháng 10 năm 18 tháng 3 năm 2019